# Aizenogyps
Aizenogyps is een geslacht van uitgestorven condors dat in het Plioceen in Noord-Amerika leefde. De typesoort is Aizenogyps toomeyae. 

## Fossiele vondst
Fossielen van Aizenogyps zijn gevonden in de Amerikaanse staat Florida en dateren uit het Plioceen (NALMA Blancan).

## Kenmerken
Aizenogyps was een grote, robuuste condor.